# Handball-Bayernliga 2004/05
Die Handball-Bayernliga 2004/05 wurde unter dem Dach des „Bayerischen Handballverbandes“ (BHV) organisiert, sie ist die höchste Spielklasse des Landesverbandes Bayern und wurde hinter der Handball-Regionalliga als vierthöchste Spielklasse im deutschen Ligensystem eingestuft.

## Saisonverlauf
Die Handball-Bayernliga 2004/05 war die siebenundvierzigste Ausspielung der Handball-Bayernligasaison. Bayerischer Meister sowie Aufsteiger in die Regionalliga Süd 2005/06 war der TSV Simbach. Vizemeister wurde der TSV Friedberg. Meister und Aufsteiger in die Handball-Regionalliga der Frauen 2005/06 war der TSV Haunstetten.

### Modus
Es wurde eine Hin- und Rückrunde gespielt. Nach Abschluss der daraus resultierenden 22 Spieltage stieg der „Bayerische Meister“ in die Regionalliga Süd (3. Liga) auf, die Plätze elf und zwölf mussten in die beiden Staffeln der Landesliga absteigen. Der Modus war für Männer und Frauen gleich.

## Teilnehmer und Platzierungen
Nicht mehr dabei waren der Aufsteiger und die zwei Absteiger aus der Vorsaison. Neu dabei waren die drei Aufsteiger (N) aus den Landesligen. Im Verlaufe der Saison traten zwölf Mannschaften in der Bayernliga an. 

### Abschlusstabelle
Saison 2004/05 
|     | Mannschaft           | Spiele | Punkte |
| --- | -------------------- | ------ | ------ |
| 1.  | TSV Simbach/Inn      | 22     | 34:10  |
| 2.  | TSV Friedberg        | 22     | 29:15  |
| 3.  | TSV Trudering        | 22     | 28:16  |
| 4.  | TuS Fürstenfeldbruck | 22     | 27:17  |
| 5.  | TSV 2000 Rothenburg  | 22     | 26:18  |
| 6.  | TSV Lohr             | 22     | 25:19  |
| 7.  | ASV Cham             | 22     | 18:26  |
| 8.  | DJK Waldbüttelbrunn  | 22     | 18:26  |
| 9.  | TSV Unterhaching     | 22     | 17:27  |
| 10. | HG Kunstadt (N)      | 22     | 17:27  |
| 11. | SC Freising (N)      | 22     | 14:30  |
| 12. | TSV Aichach (N)      | 22     | 11:33  |

(N) = neu in der Liga

Bereich des „Bayer. Handballverbandes“ (BHV)

  Bayerischer Meister und Aufsteiger zur Regionalliga 2005/06
 Für die Bayernliga  2005/06 qualifiziert

### Frauen
- Der TSV Haunstetten wurde Bayerischer Meister und hat sich für die Regionalliga Süd 2005/06 der Frauen qualifiziert.